# Ahmed Farhan
Ahmed Farhan (Basora, 3 de agosto de 2000) es un futbolista iraquí que juega en la demarcación de centrocampista para el Al-Shorta SC de la Liga Premier de Irak.

## Selección nacional
Tras jugar en las categorías inferiores de la selección, finalmente el 30 de noviembre de 2021 hizo su debut con la selección de fútbol de Irak en un encuentro de la Copa Árabe de la FIFA 2021 contra Omán que finalizó con un resultado de empate a uno tras el gol de Hasan Abdulkareem para Irak, y de Salaah Al-Yahyaei para Omán.

## Clubes
| Club           | País | Año       | Partidos | Goles |
| -------------- | ---- | --------- | -------- | ----- |
| Al-Minaa SC    | Irak | 2017-2020 |          | 3     |
| Naft Al-Janoob | Irak | 2020-2022 |          | 16    |
| Al-Shorta SC   | Irak | 2022-     | 44       | 12    |